# Los Pérez Garcia (banda)
Los Pérez García es una banda de rock argentina, formada en 1995 en Aldo Bonzi, partido de La Matanza, provincia de Buenos Aires. Está integrada por Beto Olguín (voz y guitarra), Mingo Catanzariti (bajo), Julio Medina (teclados), Hernán Tatu Garibaldi (percusión), Fede Esquivel (guitarra), Pablo Tofanari (batería).

## Historia
La banda cuenta con nueve discos editados y su ante último álbum titulado Salud! es un disco grabado en vivo en el teatro Gran Rex de Ciudad de Buenos Aires.
En 1997 editaron su primer disco llamado Buenas Noches que cuenta con 10 canciones. Entre ellas Perro Salado, Nena y Trucos. Este primer trabajo discográfico fue el que les permitió una amplia recorrida y shows en varios puntos del conurbano y la Ciudad de Buenos Aires. 
El segundo disco de estudio se llamó ¡Ya! y fue editado en el año 2004. Cuenta con varias canciones que forman parte del repertorio habitual de Los Pérez como Ni Tan Diablo, Ni Tan Santo y Mal de Amores. También tiene una versión de El Fantasma de Canterville con la participación especial de León Gieco. 
Tres años más tarde, en 2007, editaron el tercer trabajo discográfico llamado Santo Remedio. Con 15 canciones es un disco que les permitió varias presentaciones en Ciudad de Buenos Aires y la participación en varios festivales musicales. Esta placa contó con la participación de Martín Méndez (guitarrista de Los Caballeros de la Quema) como técnico de sonido, quien luego sería productor de tres discos. Entre las canciones más destacadas de este trabajo se encuentra A Callejear, Miro, Contradicciones y Un Vals Después de Todo. 
Con el cuarto disco de estudio Los Pérez tuvieron un importante salto musical que les permitió sonar en varias radios nacionales. Asuntos de Familia fue editado en 2009 y rápidamente se transformó en un disco fundamental para la historia de la banda de Aldo Bonzi. La canción Magdalena tuvo una amplia aceptación y todavía hoy se puede escuchar en rotación en varias emisoras. 
En noviembre de 2011 fue publicado La Mesa Está Servida el quinto disco de estudio, con 15 canciones es un disco tiene clásicos como Halcón Peregrino, Entretiempo, ¿Dónde está mi elefante?, Y Todo Eso que nos Queda. 
El sexto disco se tituló No Se Lo Cuentes a Nadie y cerró la tríada de trabajos discográficos producidos por Martín Méndez. Fue editado en mayo de 2014 y tiene canciones como Resaca de Carnaval, A los Tumbos, Chica de Mar y Festejar (con la participación de Pity Álvarez).
El séptimo disco se llamó Más fuerte, más alto, más lejos y contó con la producción de Emiliano Brancciari (vocalista de No Te Va Gustar), que además participó con su voz en Buenos Aires Gris. Fue editado en 2016 y se presentó en la sala Groove con un agotado total. También tiene canciones como Con Mi Genio, Los Años que Vivimos en Peligro y Después de Hora. 
En 2017 participaron del disco Ya Me Estoy Volviendo Canción disco doble por los 30 años de Fm En Tránsito. Allí interpretaron una versión de Qué Pasa en el Barrio, originalmente de Caballeros de la Quema. 
El 16 de octubre de 2018 Los Pérez grabaron en el teatro Gran Rex su primer disco en vivo llamado Salud!. Fue un show electroacústico que quedó registrado íntegramente en un disco doble. Es la primera placa recopilatoria de la banda y cuenta con la participación especial de Bersuit Vergarabat en Chica de Mar, Emiliano Brancciari en Más fuerte, más alto, más lejos.
En 2022 lanzaron Después de la tormenta, su noveno trabajo. El mismo fue grabado en los estudios Romaphonic, con producción de Juan Bruno y Pepe Céspedes de Bersuit, para darle forma a estas 11 canciones que, según Beto Olguín recuerda, nacieron en la intimidad de su casa, con una guitarra criolla y un piano, para ir creciendo hasta este resultado final, que tiene el sello de esta banda del oeste bonaerense.

## Discografía
- Buenas noches (1997)
- ¡Ya! (2004)
- Santo remedio (2007)
- Asuntos de familia (2009)
- La mesa está servida (2011)
- No se lo cuentes a nadie (2014)
- Más fuerte, más alto, más lejos (2016)
- Salud! (2018)
- Despues de la tormenta (2022)